# 中楠一期
中楠 一期（なかくす いちご、2000年6月1日 - ）は、ジャパンラグビーリーグワンリコーブラックラムズ東京に所属するラグビー選手。

## 略歴
神奈川県横浜市出身。田園ラグビースクール（神奈川県）でラグビーを始めた。
國學院久我山高校時代、高校日本代表に選ばれる。
2019年、慶應義塾大学に入る。
2023年1月、アーリーエントリーでリコーブラックラムズ東京に加入。同年3月、慶應義塾大学卒業。
2024年1月6日に行われたJAPAN RUGBY LEAGUE ONE第4節花園近鉄ライナーズ戦にて先発出場でリーグワン公式戦初出場を果たした。同年6月、ガンガーリンに留学。
2025年7月5日に行われたリポビタンDチャレンジカップ2025ウェールズ戦にて途中出場で日本代表デビューし、トライ。初キャップを獲得した。